# Biserica de lemn din Marinești, Gorj

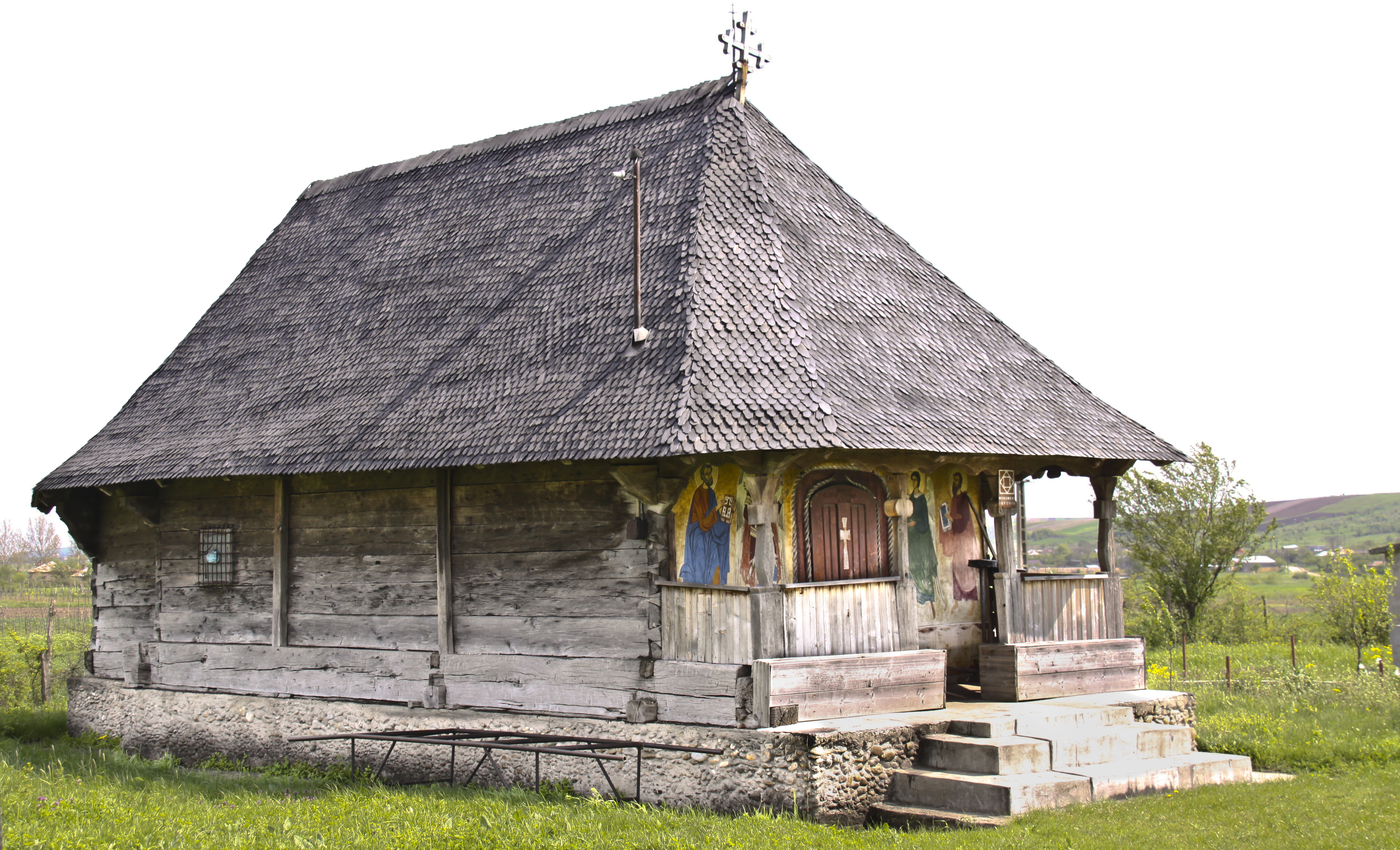
Biserica de lemn din Marineşti, transferată în cătunul Bâzgărei din localitatea Prisaca, Olt. Foto: aprilie 2010.

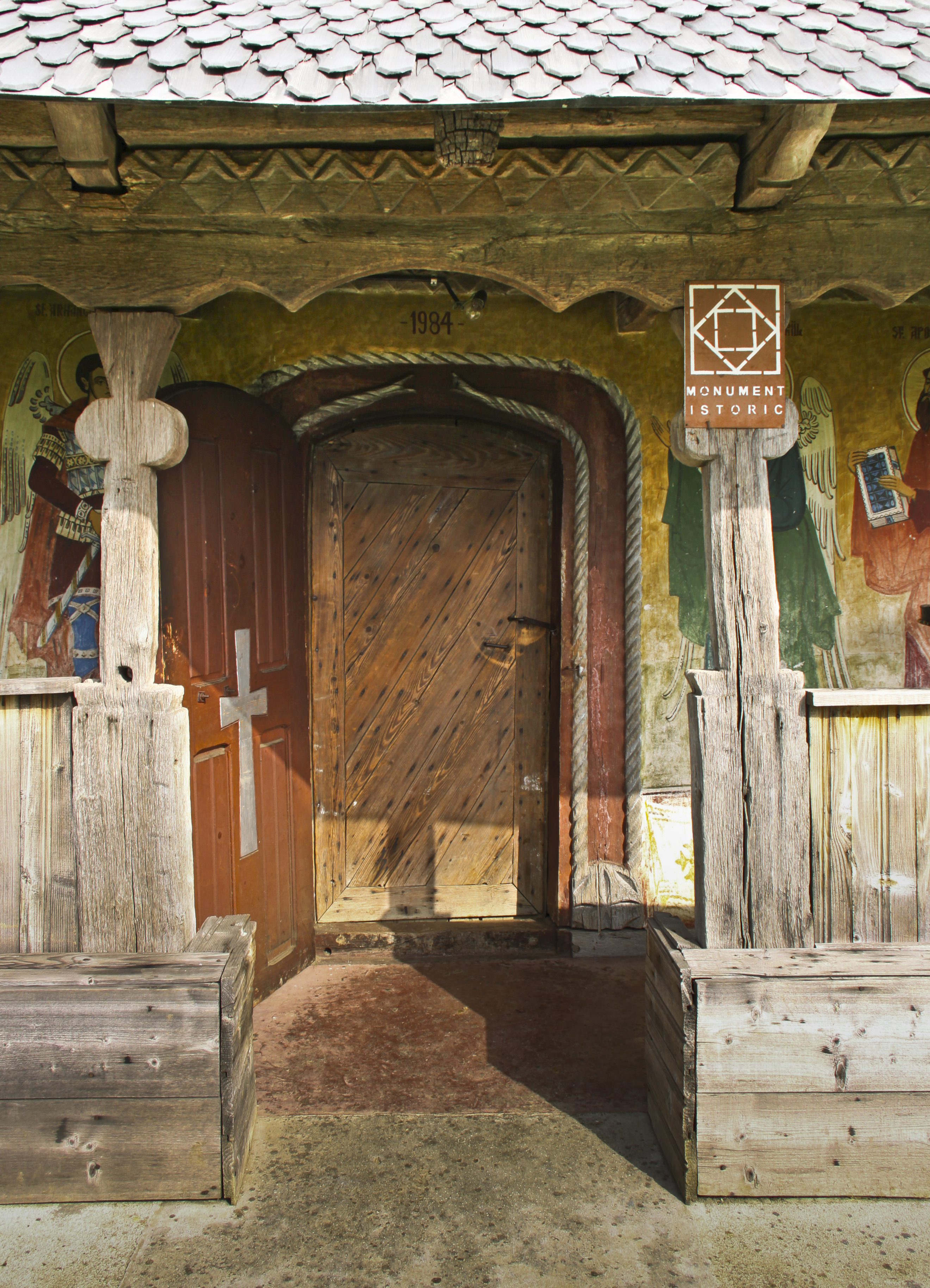
Intrarea în biserică. Foto: aprilie 2010.

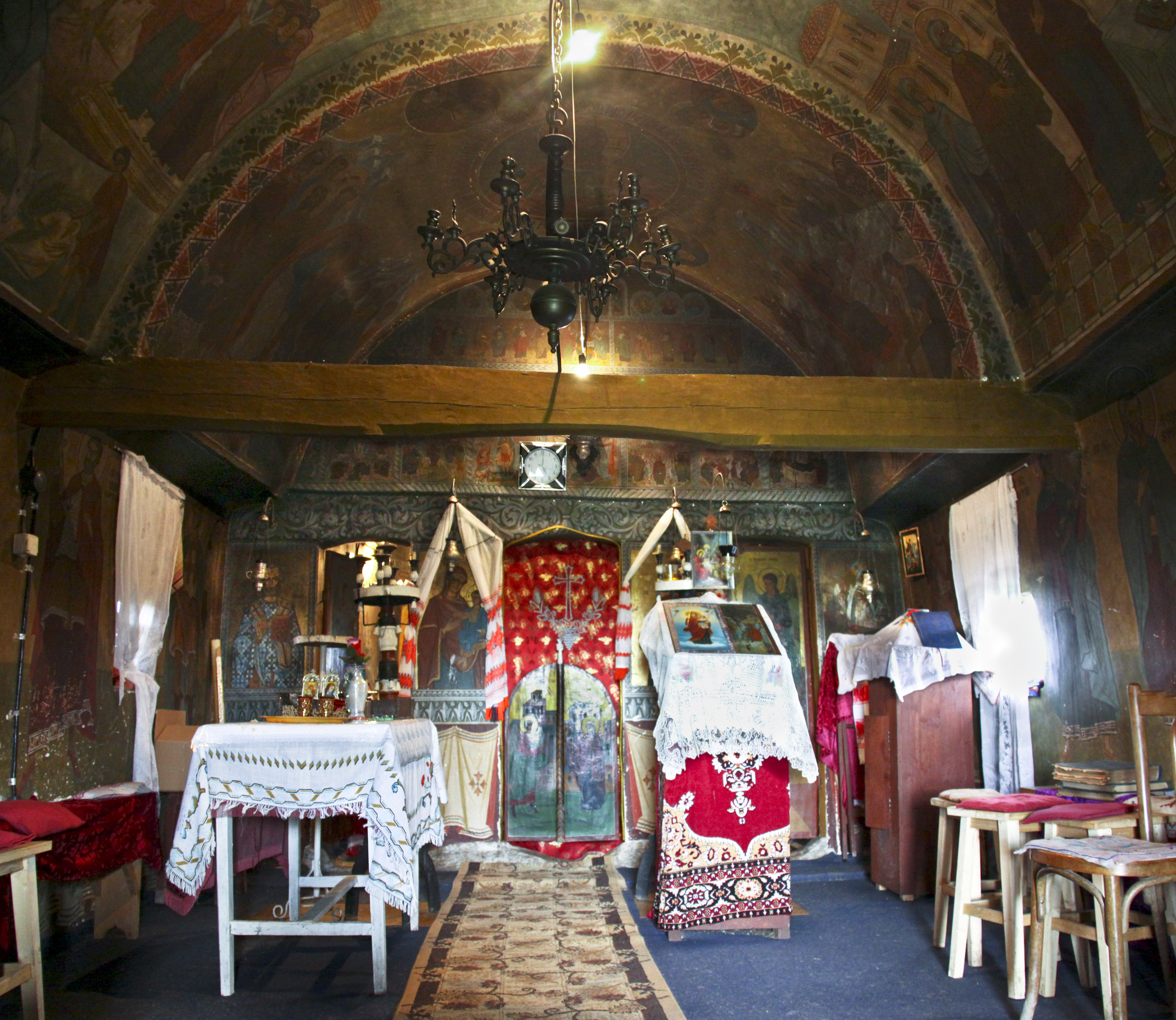
Interiorul naosului, iconostasul. Foto: aprilie 2010.

Biserica de lemn din Marinești, comuna Crușeț, județul Gorj, cu hramul „Sf. Ioan Botezătorul”, a fost construită în jurul anului 1752. A fost transferată și salvată în cătunul Bâzgărei din localitatea Prisaca, comuna Vulpeni, județul Olt în 1966, unde își continuă menirea de lăcaș de cult. Biserica se află pe noua listă a monumentelor istorice sub codul LMI:  OT-II-m-B-09000.

## Istoric
Biserica de lemn a fost ridicată în 1752, eventual 1754. Câteva renovări probabile sunt consemnate în 1776 și 1865.
Părăsită și în pragul deteriorării a fost salvată prin transfer în cătunul Bâzgărei din satul Prisaca, județul Olt. Destinul ei pe locul actual este cuprins în noua pisanie, peste intrare în pronaos, astfel: „Cu vrerea Tatălui, cu ajutorul Fiului, și cu săvârșirea Sfântului Duh, prin stăruința p.c. preot Marin Popescu, strămutatu-sa acest sfânt locaș din satul Marinești, comuna Slăvuța, județul Gorj, în anul 1966, după ce s-au primit toate aprobările legale, la îndemnul p.c. preot Ilie Popescu, ajutat de consiliul parohial și comitetul de construcție, cu binecuvântarea prea sfințitului episcop Iosif, conducătorul statului fiind Nicolae Ceaușescu. Cheltuele de construcție, pictură și dotare s-au suportat de enoriași. Pictura a fost executată de pictorii Marin Goacea și Marcel Codrescu din București. Slujirea de sfințire s-a săvârșit de către protopop Niculae Șt. Popa. În anul 1984, luna octombrie ziua 21 înconjurat de un sobor de preoți în prezența unui număr de credincioși.”

## Imagini din exterior

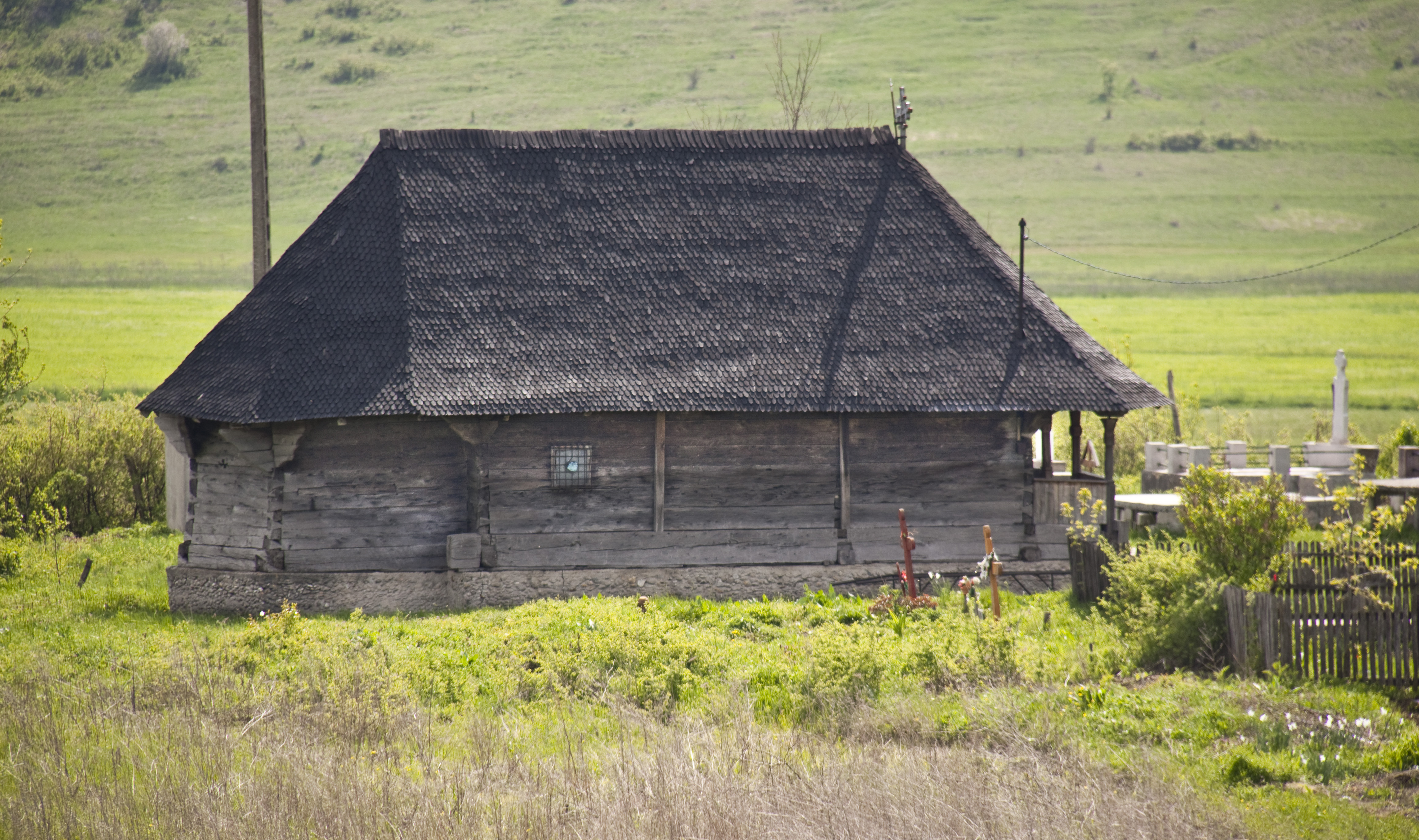
nord
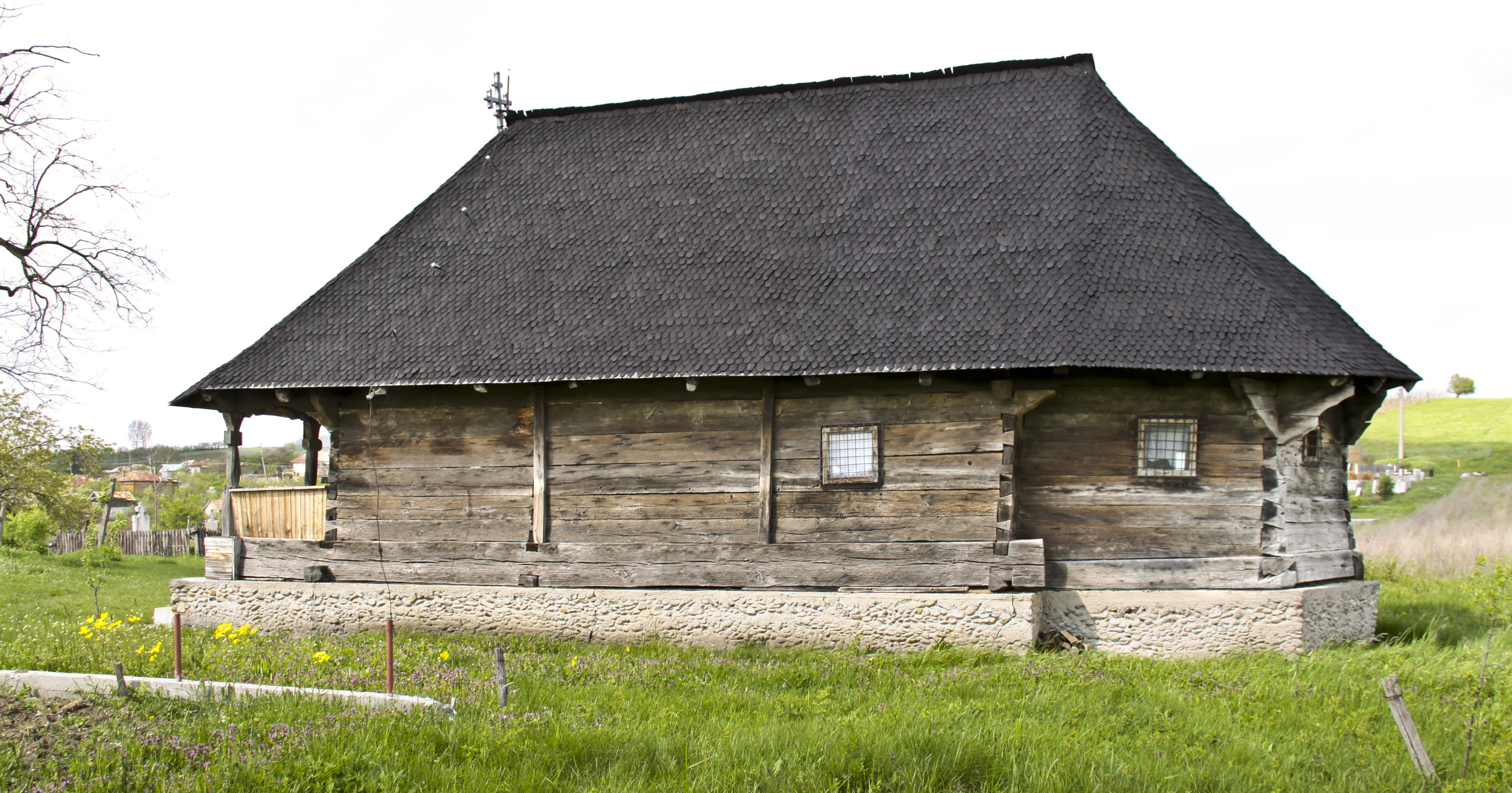
sud
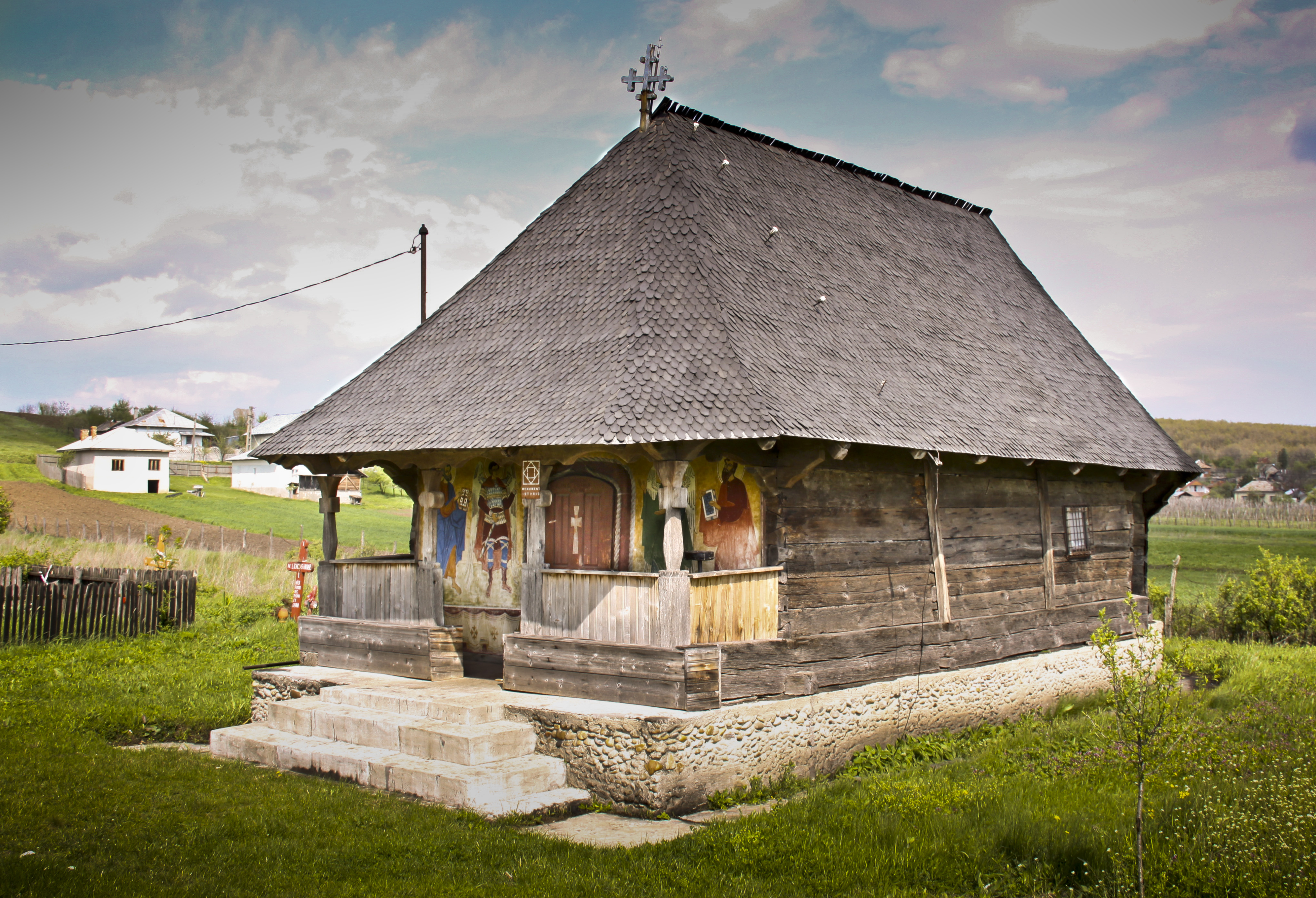
sud-vest
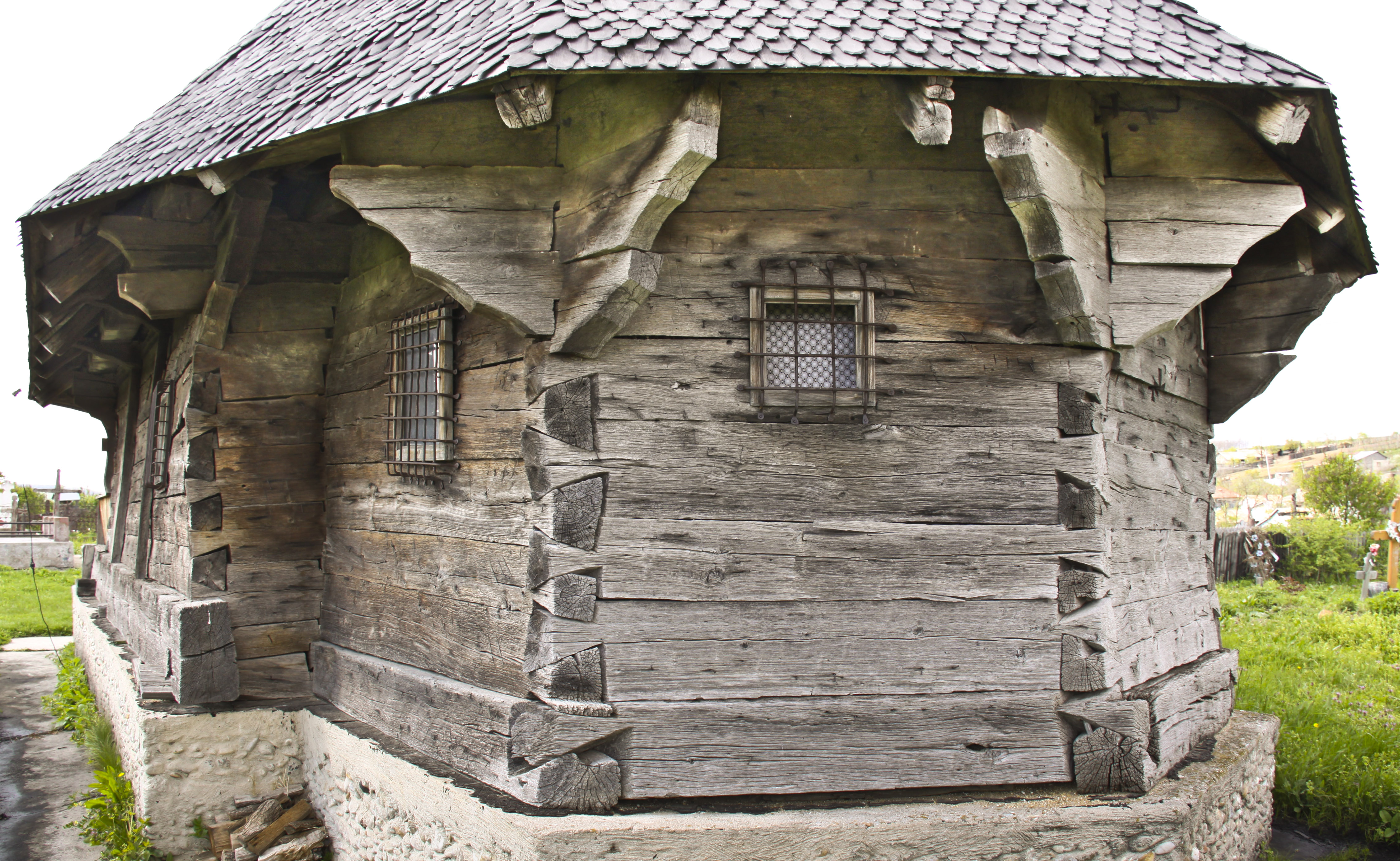
butea, sud-est
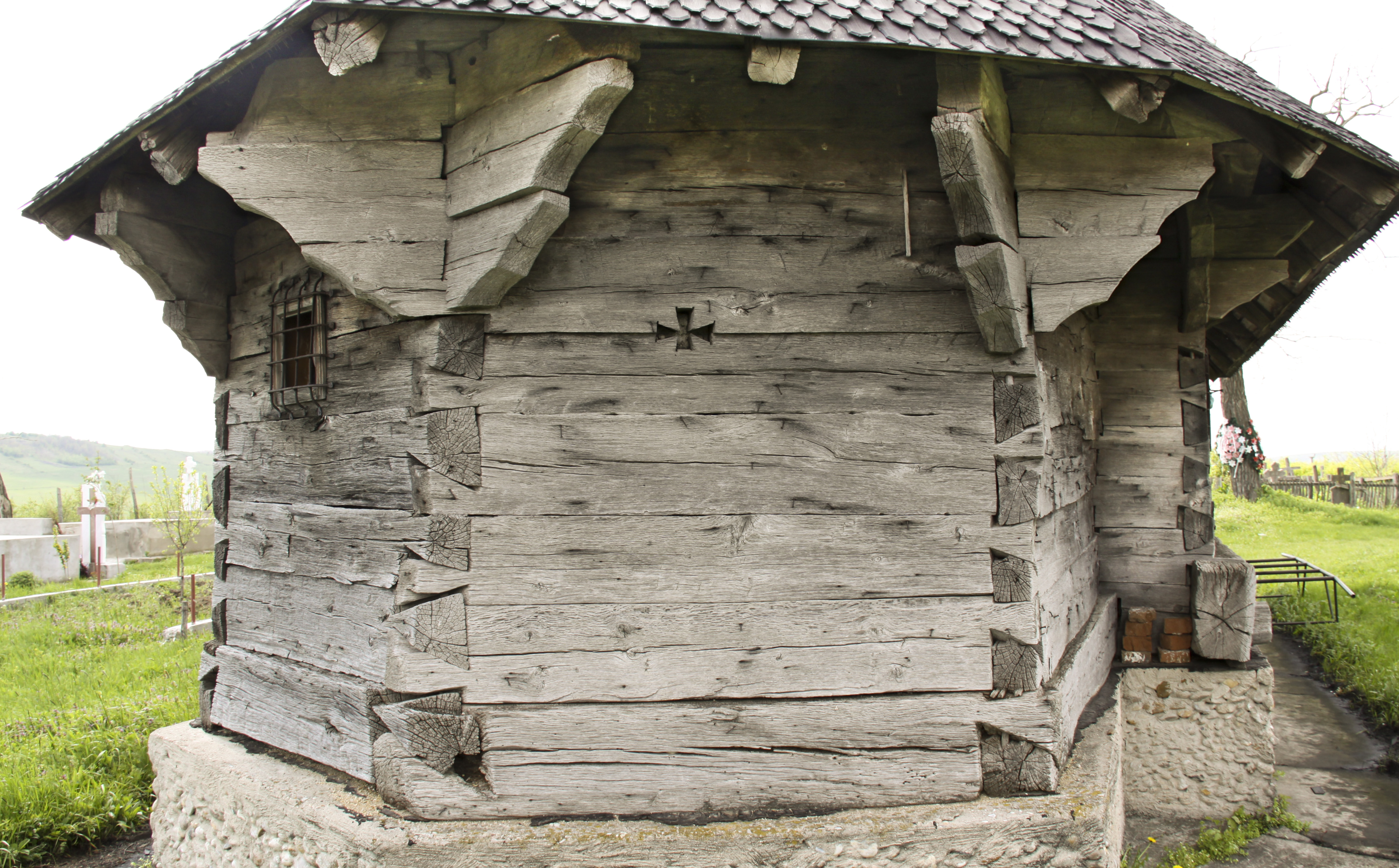
butea, nord-est
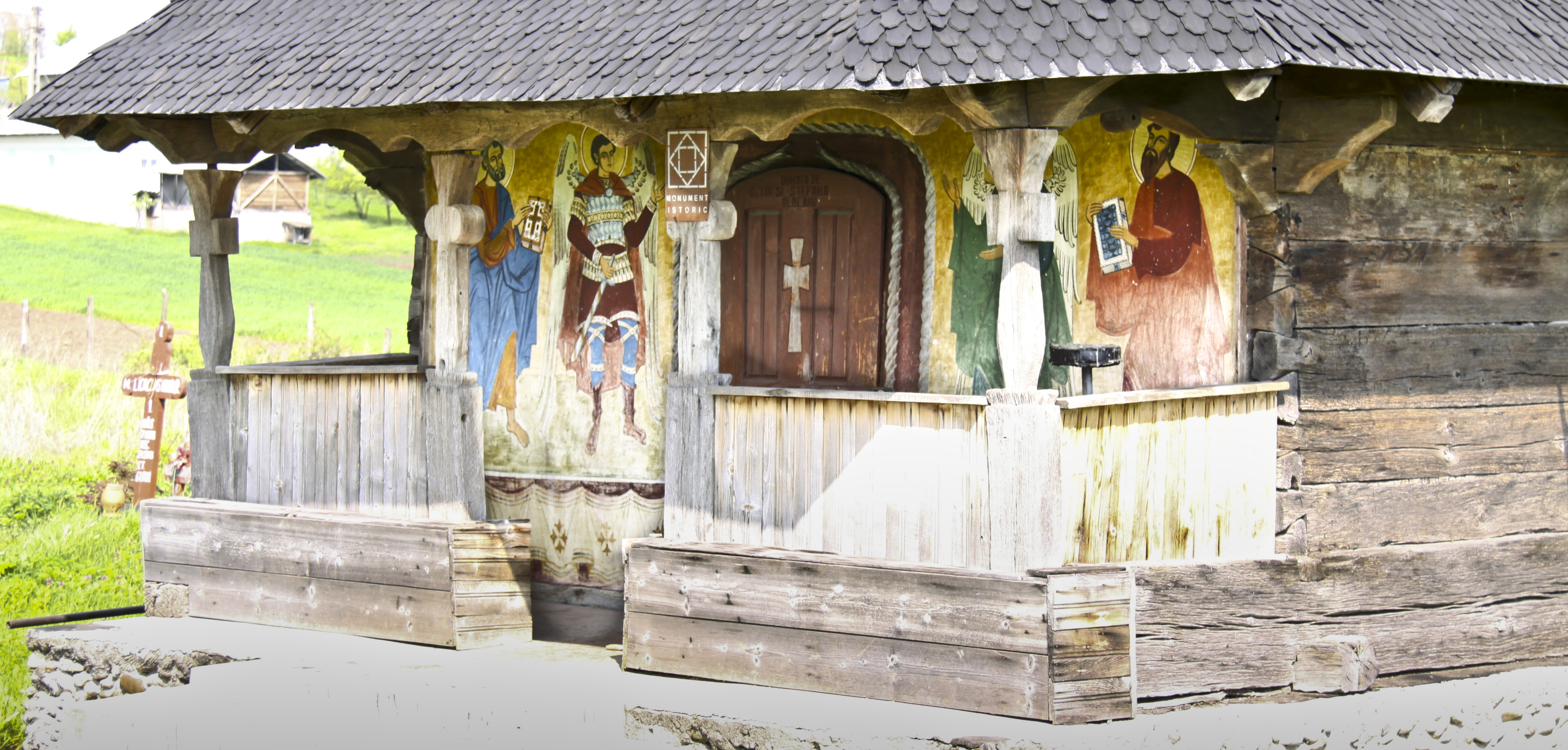
pridvor
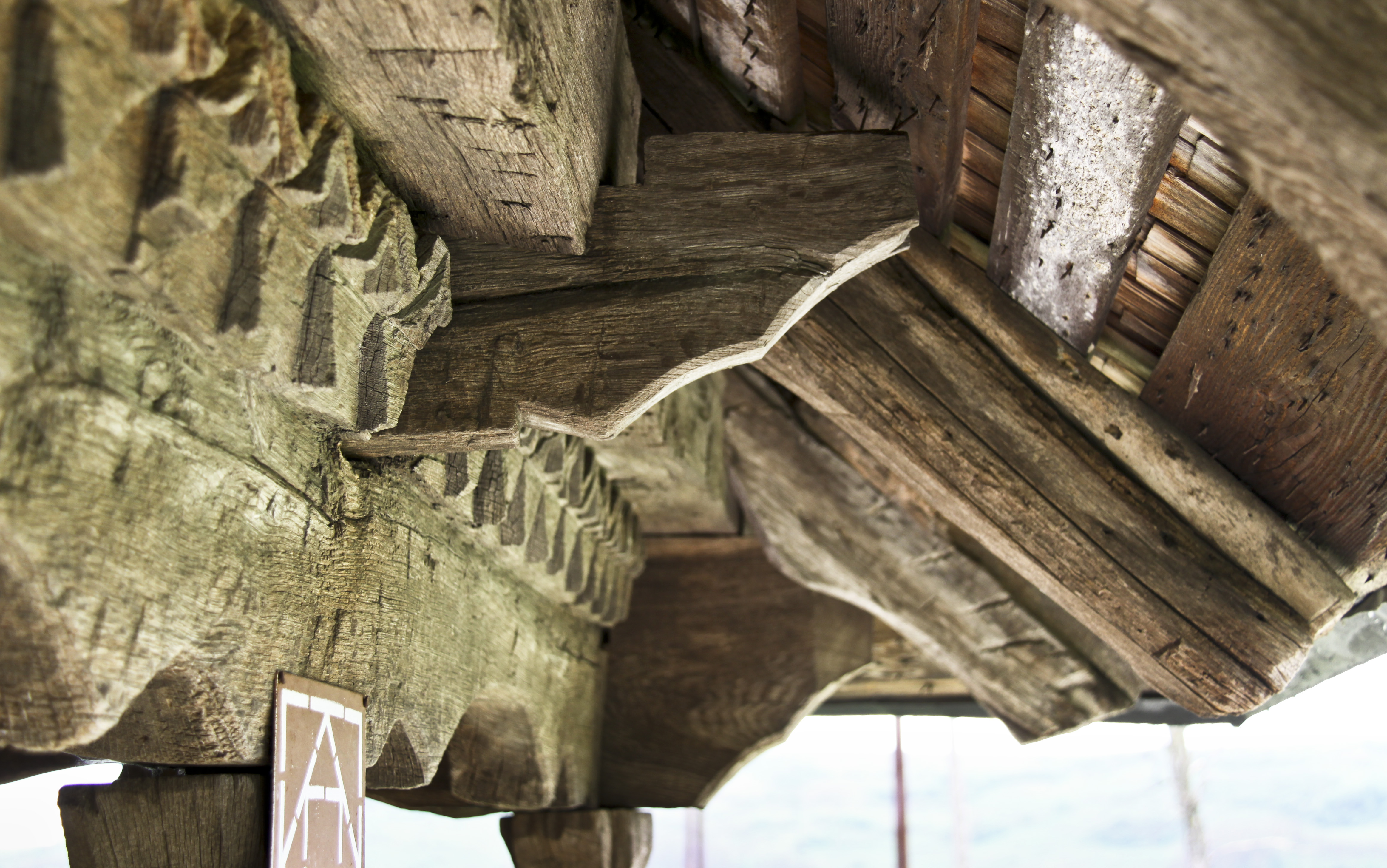
consolă pridvor
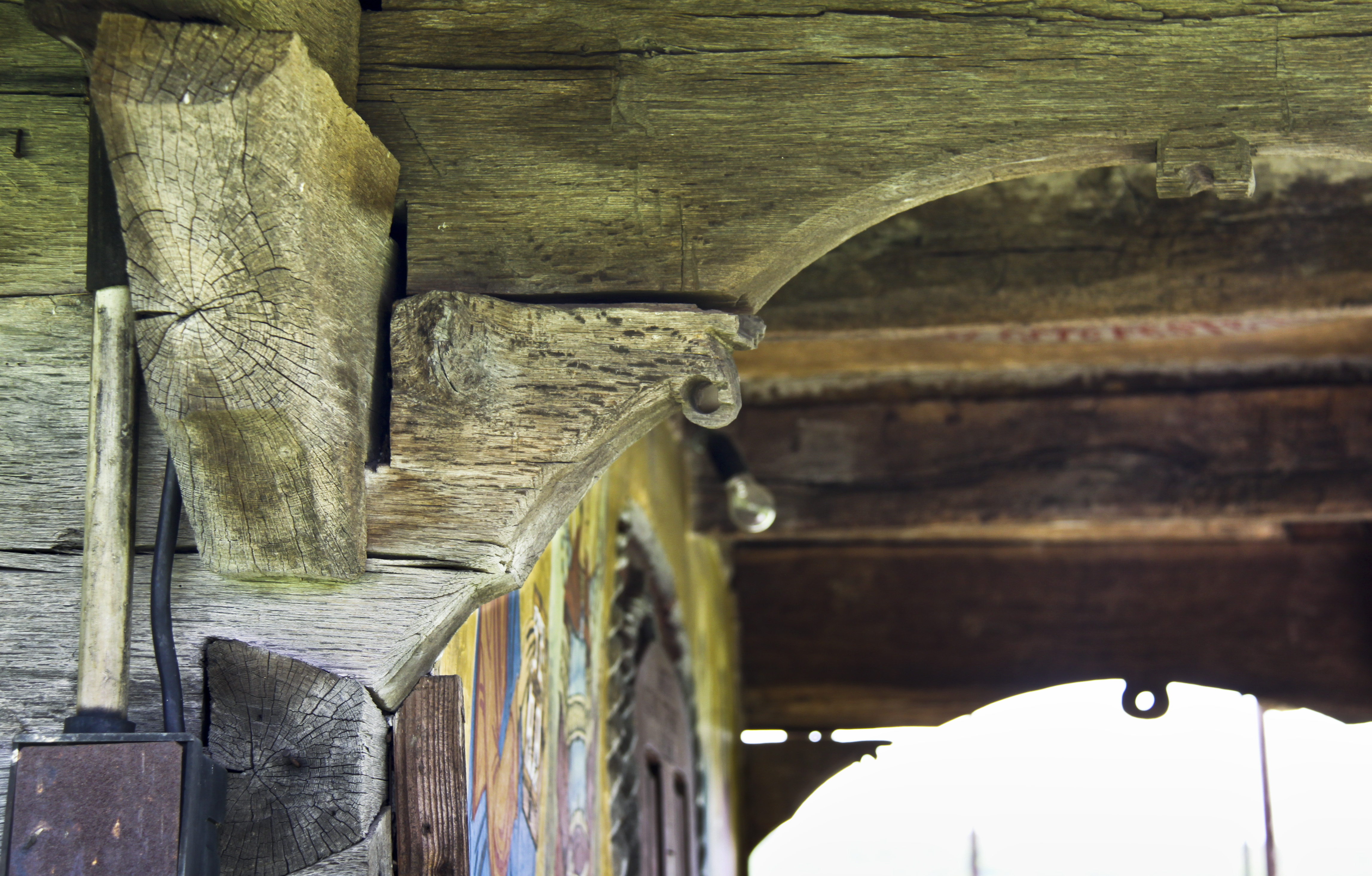
detaliu pridvor
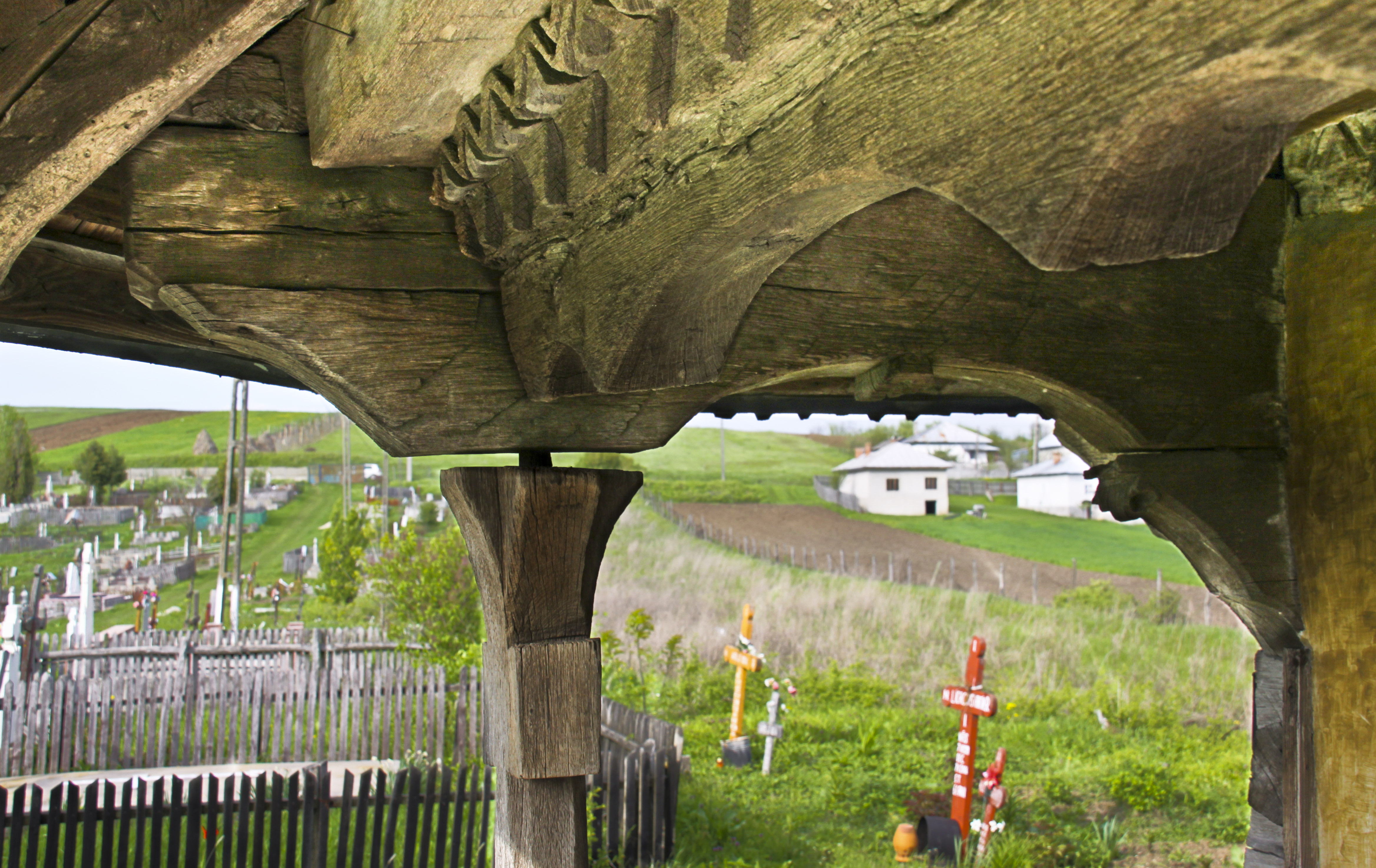
stâlp pridvor
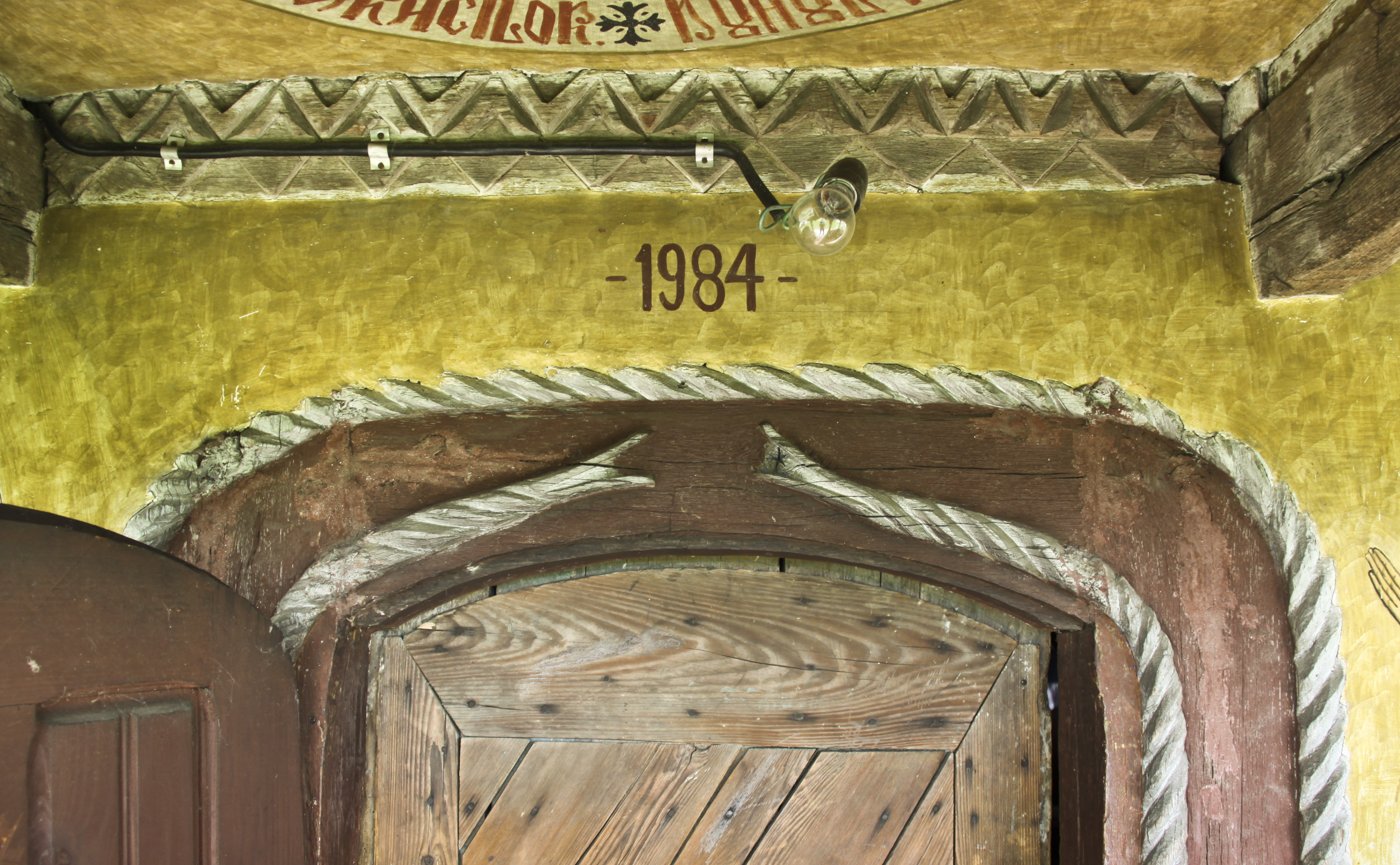
sculptură portal
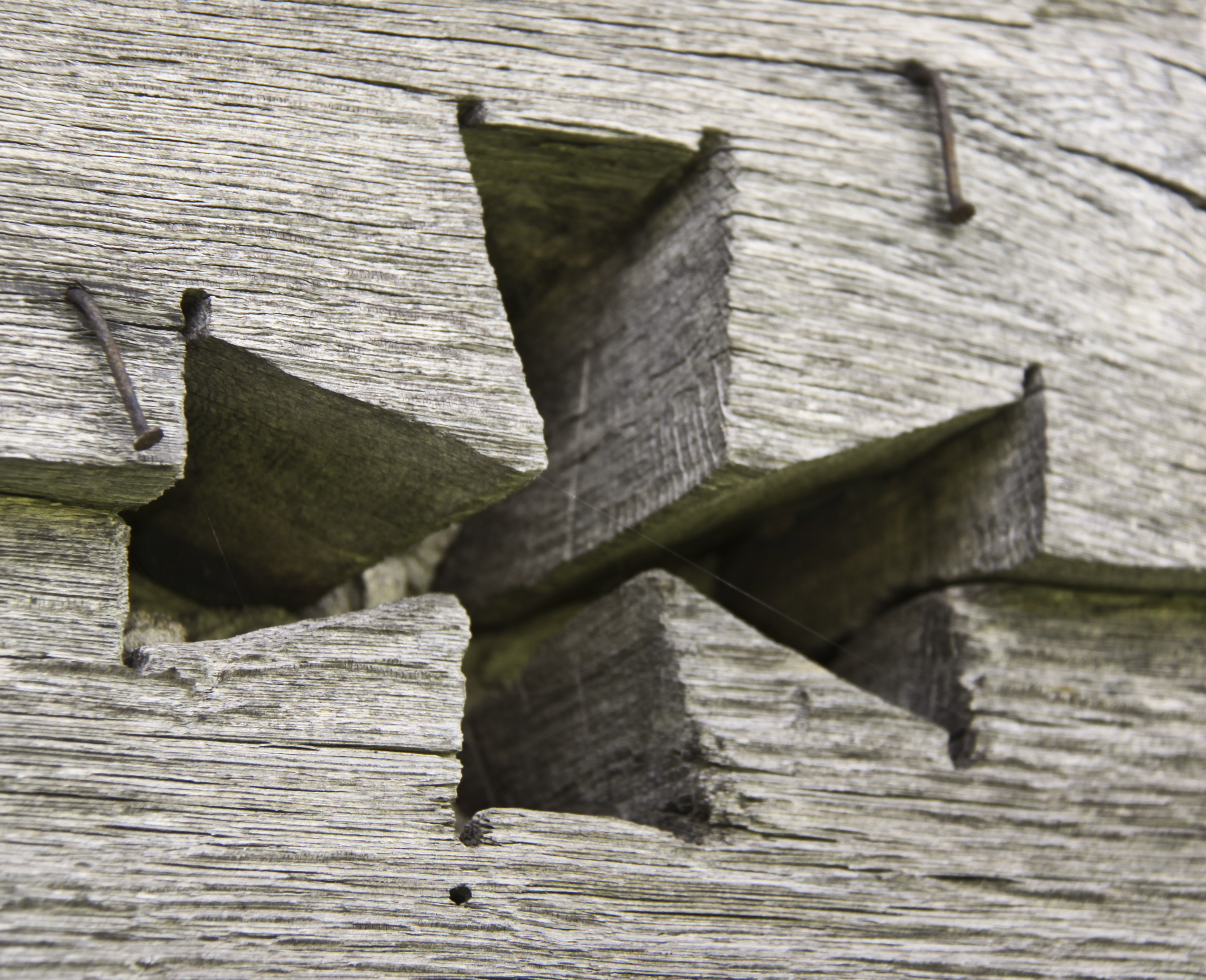
luminator la altar

## Imagini din interior

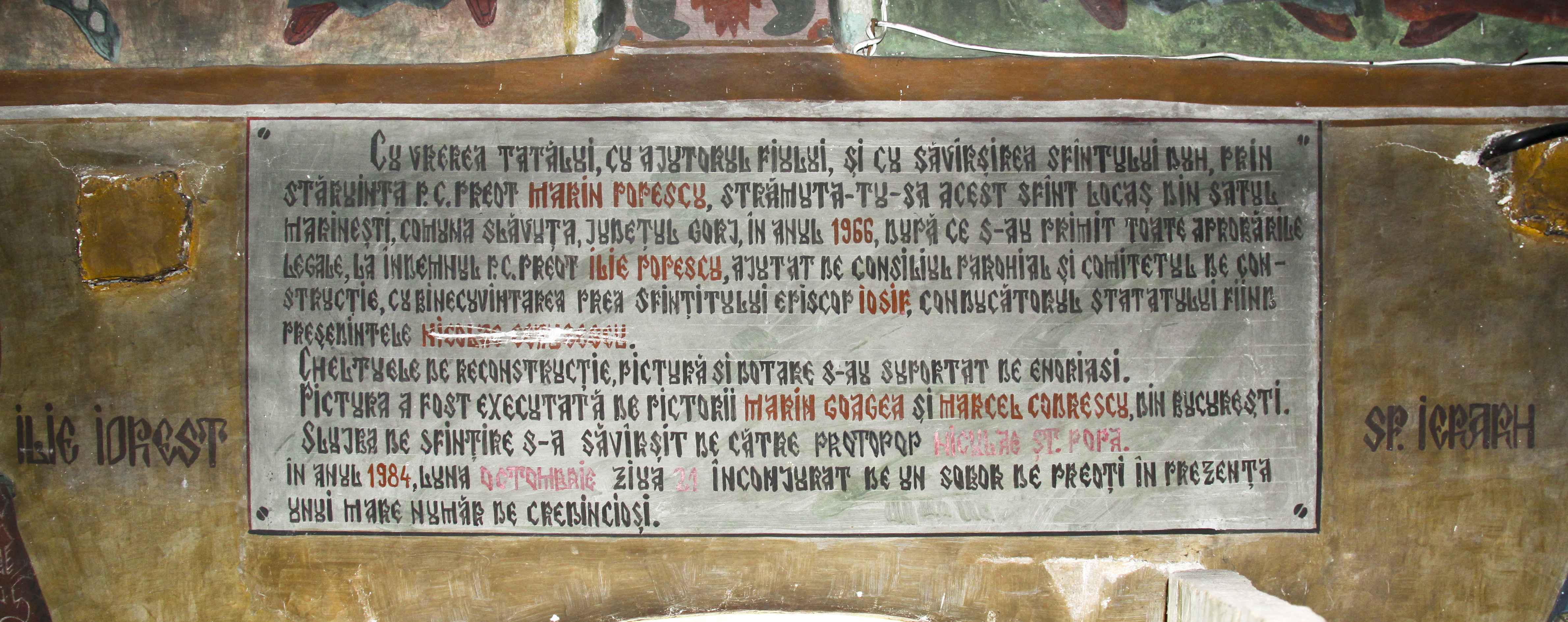
pisanie 1984